# Деионизация
Деиониза́ция — процесс исчезновения положительных и/или отрицательных ионов, а также электронов из занимаемого газом объёма. Является обратным процессу ионизации и обычно происходит после прекращения электрического разряда в газе.

## Причины деионизации
Выделяют несколько причин деионизации газа. Одной из них является диффузия носителей заряда за пределы разрядной области и дальнейшая их рекомбинация на стенках камеры. Другая причина — объёмная рекомбинация электронов и положительных ионов или электронный обмен между положительными и отрицательными ионами. Диффузия играет основную роль при малых давлениях газа, а рекомбинация наоборот — при больших.

## Время деионизации
Деионизация характеризуется так называемым временем деионизации — характерным временем, за которое происходит снижение концентрации носителей заряда в определённое число раз (например в 103 или 106). Время деионизации зависит от многих параметров: природы газа, геометрии занимаемого им объёма, наличия и изменения во времени внешних электрического и магнитного полей, а также от пространственного распределения ионов и электронов. Время деионизации является одной из основных характеристик газоразрядных приборов, в которых существенно поддержание определённой степени ионизации.
Следует отметить, что объёмная рекомбинация положительных и отрицательных ионов идёт на порядки быстрее, чем объёмная рекомбинация положительных ионов и электронов, поэтому для уменьшения времени деионизации в электроположительные газы (например, гелий, неон, аргон, ксенон), неспособные образовывать отрицательные ионы, добавляют электроотрицательные примеси.
В ряде случаев важным является не время деионизации, а время деэлектронизации, то есть время удаления из разрядного объёма именно свободных электронов. Это время можно сократить, вводя добавку в виде электроположительного газа.
В случае, если основной механизм деионизации — диффузия частиц и их рекомбинация на поверхности стенок, время деионизации может быть уменьшено за счёт специальных сеток и металлических цилиндров около анода, а также другие методы изменения конфигурации разрядного промежутка.